# Estado Federal da Áustria
```
   |-
       |
Erro:
:  
valor não especificado para "
nome_comum
"

   |-
       | 
Erro:
:  
valor não especificado para "
continente
"
```

O Estado Federal da Áustria (Alemão austríaco: Bundesstaat Österreich; coloquialmente conhecido como "Ständestaat") foi uma continuação da Primeira República Austríaca entre 1934 e 1938, quando era um estado de partido único liderado pela Frente Patriótica conservadora, nacionalista e corporativista. O Ständestaat conceito, derivado da noção de Stände ("propriedades" ou "corporações"), foi defendido pelos principais políticos do regime, como Engelbert Dollfuss e Kurt Schuschnigg. O resultado foi um governo autoritário baseado numa mistura de influências fascistas italianas e católicas conservadoras.
Terminou em março de 1938 com o Anschluss (a anexação alemã da Áustria). A Áustria não se tornaria novamente um país independente até 1955, quando o Tratado do Estado Austríaco pôs fim à ocupação aliada da Áustria.

## História

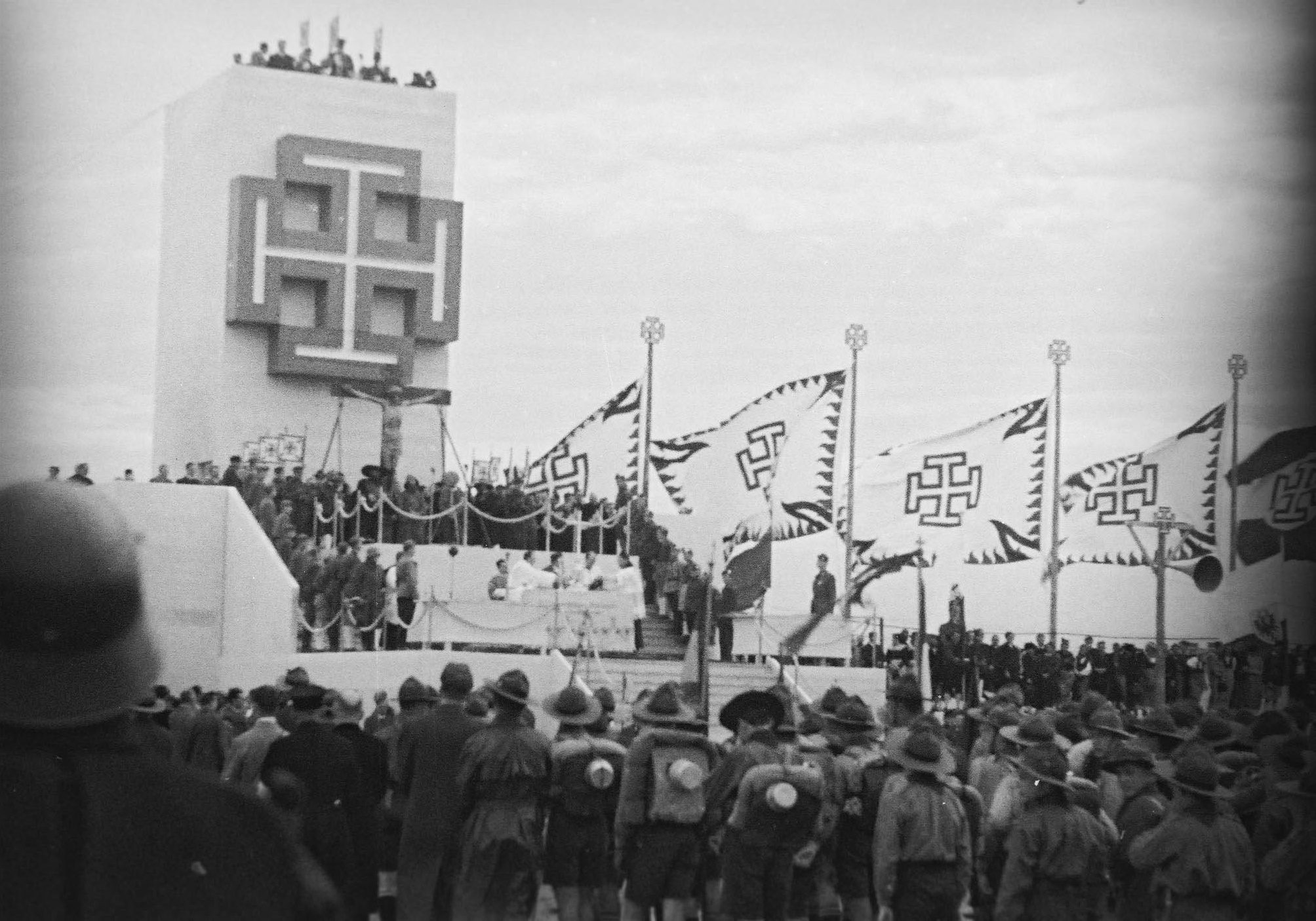
Comício da Frente Patriótica em 1936

Na década de 1890, os membros fundadores do Partido Social Cristão (CS), conservador-clerical, como Karl von Vogelsang e o presidente da Câmara de Viena, Karl Lueger, já tinham desenvolvido opiniões antiliberais,  embora principalmente de uma perspectiva económica, considerando a pauperização do país. proletariado e a classe média baixa. Referindo-se fortemente à doutrina da doutrina social católica, o CS agitou-se contra o movimento operário austríaco liderado pelo Partido Social-Democrata da Áustria.

### Autogolpe

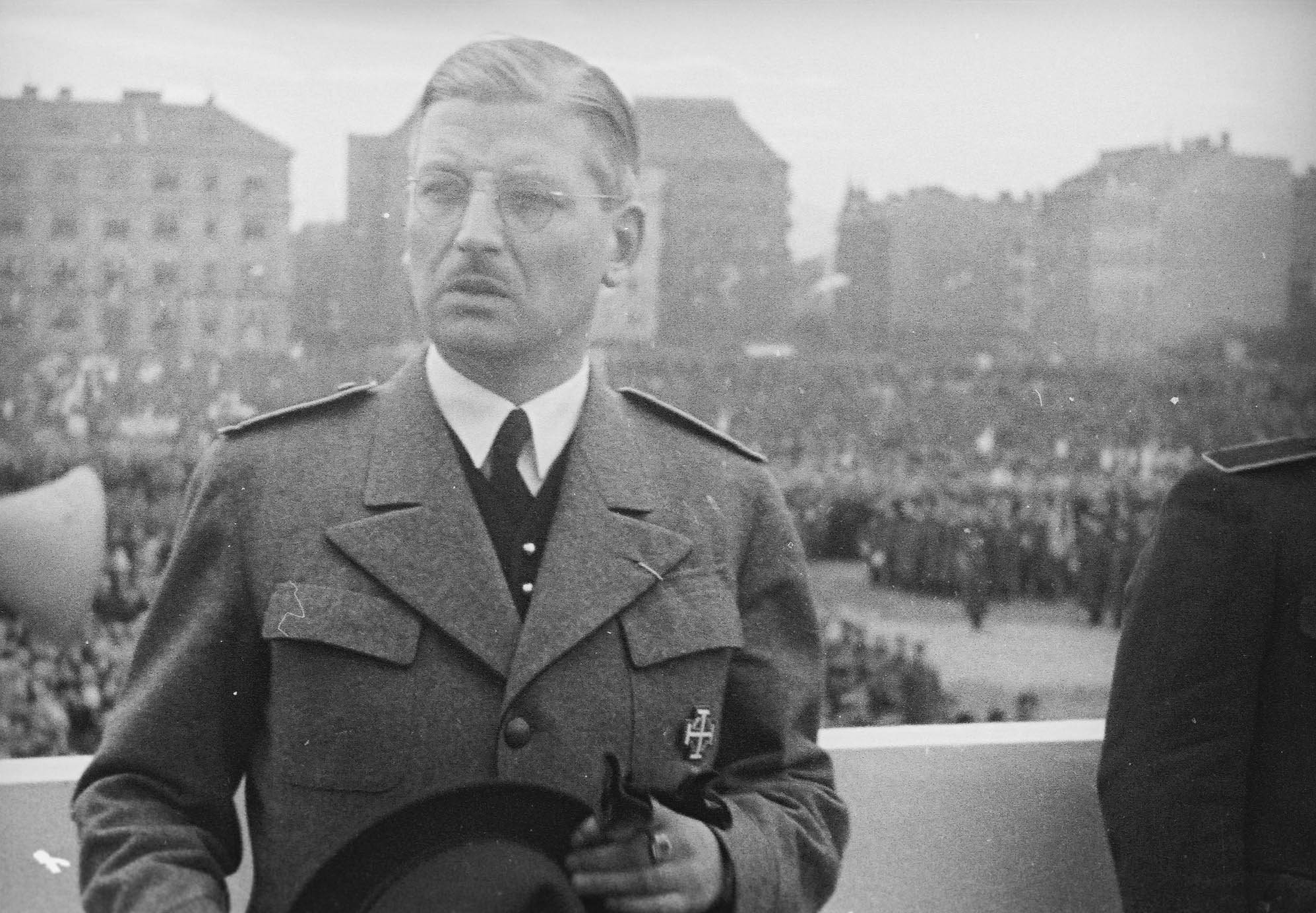
Kurt Schuschnigg em 1936

Bandeira da Frente Patriótica

Durante a Grande Depressão na Primeira República Austríaca do início da década de 1930, o CS, com base na encíclica Quadragesimo anno emitida pelo Papa Pio XI em 1931, perseguiu a ideia de superar a luta de classes em curso através da implementação de uma forma corporativa de governo modelada sobre o fascismo italiano e o Estado Novo de Portugal. O político do CS Engelbert Dollfuss, nomeado Chanceler da Áustria em 1932, em 4 de março de 1933 viu uma oportunidade na renúncia do social-democrata Karl Renner como presidente do Nationalrat austríaco, após irregularidades ocorridas durante um processo de votação. Dollfuss chamou o incidente de "auto-eliminação" (Selbstausschaltung) do parlamento e teve a reunião seguinte, em 15 de março, prorrogada à força pelas forças do departamento de polícia de Viena. A partir daí, Dollfuss governou por decreto de emergência. Seu colega do partido CS, o presidente Wilhelm Miklas, em analogia à vitória de Adolf Hitler nas eleições alemãs de 5 de março de 1933, não tomou nenhuma medida para restaurar a democracia.
O chanceler Dollfuss governou então por decreto de emergência, banindo o Partido Comunista em 26 de maio de 1933, a organização paramilitar social-democrata Republikanischer Schutzbund em 30 de maio e a filial austríaca do Partido Nazista em 19 de junho. Em 20 de maio de 1933, ele estabeleceu a Frente Patriótica como um partido de unidade de "um Estado Federal da Áustria autônomo, cristão, alemão e corporativo". Em 12 de fevereiro de 1934, as tentativas do governo de impor a proibição da Schutzbund no Hotel Schiff em Linz desencadearam a Guerra Civil Austríaca. A revolta foi reprimida com o apoio do Bundesheer e das tropas de direita do Heimwehr sob o comando de Ernst Rüdiger Starhemberg, e terminou com a proibição do Partido Social Democrata e dos sindicatos.
O caminho para a ditadura foi concluído em 1 de Maio de 1934, quando a Constituição da Áustria foi reformulada num documento severamente autoritário e corporativista por um Conselho Nacional remanescente. As eleições parlamentares diretas foram abolidas. Em vez disso, os deputados foram nomeados por quatro conselhos não eletivos de estilo corporativista – o Conselho de Estado (Staatsrat), o Conselho Federal de Cultura (Bundeskulturrat), o Conselho Econômico Federal (Bundeswirtschaftsrat) e o Conselho de Estados (Länderrat). Na prática, porém, todo o poder de governo estava agora nas mãos de Dollfuss.
Dollfuss continuou a governar sob o que equivalia a lei marcial até seu assassinato em 25 de julho de 1934, durante o Putsch de julho nazista. Embora o golpe de Estado inicialmente tenha tido o incentivo de Hitler, foi rapidamente suprimido e o ministro da Educação de Dollfuss, Kurt Schuschnigg, o sucedeu. Hitler negou oficialmente qualquer envolvimento no golpe fracassado, mas continuou a desestabilizar o estado austríaco apoiando secretamente simpatizantes nazistas como Arthur Seyss-Inquart e Edmund Glaise-Horstenau. Por sua vez, a Áustria sob Schuschnigg procurou o apoio do seu vizinho do sul, o ditador fascista italiano Benito Mussolini. A situação mudou após a Segunda Guerra Ítalo-Abissínia de 1935-36, quando Mussolini, internacionalmente isolado, abordou Hitler. Embora Schuschnigg tenha tentado melhorar as relações com a Alemanha nazi anistiando vários nazis austríacos e aceitando-os na Frente da Pátria, não teve qualquer hipótese de prevalecer contra o "Eixo" de Berlim e Roma proclamado por Mussolini em 1 de Novembro de 1936.
Uma das razões para o fracasso do golpe foi a intervenção italiana: Mussolini reuniu um corpo de exército de quatro divisões na fronteira austríaca e ameaçou Hitler com uma guerra com a Itália no caso de uma invasão alemã da Áustria, como originalmente planejado, caso o golpe tiveram mais sucesso. O apoio ao movimento nazista na Áustria foi superado apenas pelo da Alemanha, ascendendo alegadamente a 75% em algumas áreas. 

## Ideologia
O Estado Federal da Áustria glorificou a história da Áustria. A Monarquia dos Habsburgos foi elevada como um momento de grandeza na história austríaca. A Igreja Católica desempenhou um papel importante na definição da história e da identidade austríaca da nação, o que serviu para alienar a cultura alemã. Ao contrário do regime comparativamente secular de Hitler, a Igreja Católica teve uma voz proeminente numa variedade de questões. Na educação, o estado dessecularizou as escolas, exigindo o ensino religioso para a realização dos exames de graduação do Matura . De acordo com esta ideologia, os austríacos eram “melhores alemães”.  Em consonância com o catolicismo do regime, o regime elevou os ensinamentos não-comunistas e não-capitalistas das Encíclicas Papais, mais proeminentemente Quadragesimo anno.
Apesar da sua adesão nominal ao corporativismo e da rejeição do capitalismo liberal, o Estado Federal prosseguiu uma política monetária notavelmente capitalista, semelhante à Alemanha nazi e à Itália fascista. O economista capitalista Ludwig von Mises, que havia colaborado com Dollfuss antes do golpe, foi nomeado presidente da Câmara de Comércio Austríaca e, com a orientação de Mises e outros economistas, o Estado Federal seguiu uma política vigorosa de austeridade em reação à Grande Depressão. 
O Estado Federal adotou duras políticas deflacionárias para equilibrar a moeda. Também cortou drasticamente os gastos e as altas taxas de juros eram a norma. O défice orçamental foi reduzido de mais de 200 milhões de xelins para menos de 50 milhões.  Em 1936, apenas 50% dos desempregados recebiam subsídio de desemprego. Estas políticas coincidiram com uma contracção económica catastrófica. De acordo com as estimativas de Angus Maddison, o desemprego atingiu o pico de 26% em 1933, não caindo abaixo de 20% até 1937.  Isto pode ser contrastado com o desemprego alemão, que atingiu o pico de 30% em 1932 e caiu para menos de 5% em 1937. Além disso, o PIB real entrou em colapso, não regressando aos níveis anteriores a 1929 até 1937.
Se o Estado Federal poderia ser considerado genuinamente fascista é discutível. Embora fosse de natureza autoritária e usasse símbolos fascistas, nunca alcançou amplo apoio entre os austríacos. A sua política mais proeminente foi a adesão ao catolicismo, e as suas políticas económicas e sociais têm apenas uma semelhança passageira com as da Itália Fascista e da Alemanha Nazista.

## Direitos civis
John Gunther escreveu em 1940 que o Estado "agrediu os direitos dos cidadãos de uma forma fantástica", observando que em 1934 a polícia invadiu 106.000 casas em Viena e fez 38.141 detenções de nazistas, social-democratas, liberais e comunistas. Ele acrescentou, no entanto: 
Mas — e foi um "mas" importante — o terror nunca atingiu nada parecido com a força repressiva do terror nazista. A maioria dos presos saiu imediatamente da prisão novamente. Mesmo na sua fase mais extrema, foi difícil levar completamente a sério a ditadura de Schuschnigg, embora os Schutzbunders julgados em 1935 tenham recebido sentenças impiedosamente severas. Isto deveu-se à gentileza austríaca, ao génio austríaco para o compromisso, ao amor austríaco pelas obscuras abstracções jurídicas e à Schlamperei austríaca. 

## Anschluss
De acordo com o Memorando Hossbach, Hitler declarou em novembro de 1937 seus planos para uma campanha austríaca em uma reunião com os comandantes da Wehrmacht. Sob a mediação do embaixador alemão Franz von Papen, Schuschnigg viajou em 12 de fevereiro de 1938 para a residência de Hitler em Berghof, em Berchtesgaden, apenas para ser confrontado com um ultimato para readmitir o Partido Nazista e nomear Seyss-Inquart e Glaise-Horstenau ministros do governo austríaco. gabinete. Schuschnigg, impressionado com a presença do chefe do OKW, general Wilhelm Keitel, cedeu e, em 16 de fevereiro, Seyss-Inquart tornou-se chefe do estrategicamente importante Ministério do Interior austríaco.
Depois que o embaixador britânico em Berlim, Nevile Henderson, em 3 de março de 1938, declarou que as reivindicações alemãs à Áustria eram justificadas, Schuschnigg iniciou uma última tentativa de manter a autonomia austríaca, agendando um referendo nacional em 13 de março. Como parte do seu esforço para garantir a vitória, libertou os líderes sociais-democratas da prisão e obteve o seu apoio em troca do desmantelamento do Estado de partido único e da legalização dos sindicatos socialistas. Hitler reagiu com a mobilização das tropas da Wehrmacht na fronteira austríaca e exigiu a nomeação de Seyss-Inquart como chanceler austríaco. Em 11 de março, os nazistas austríacos invadiram a Chancelaria Federal e forçaram Schuschnigg a renunciar. Seyss-Inquart foi empossado como seu sucessor por Miklas e no dia seguinte as tropas da Wehrmacht cruzaram a fronteira sem encontrar resistência.
Hitler pretendia originalmente manter a Áustria como um estado-fantoche liderado por Seyss-Inquart. No entanto, o apoio entusiástico a Hitler levou-o a mudar a sua posição e a apoiar um Anschluss completo entre a Áustria e a Alemanha Nazista. Em 13 de março, Seyss-Inquart decretou formalmente o Anschluss, embora o presidente Miklas tenha evitado assinar a lei renunciando imediatamente. Seyss-Inquart então assumiu a maioria das funções de Miklas e sancionou o projeto de lei Anschluss. Dois dias depois, em seu discurso na Heldenplatz de Viena, Hitler proclamou a "adesão da minha pátria ao Reich Alemão".